# 桑坦德港
桑坦德港（西班牙語：Puerto Santander）是哥倫比亞的城鎮，位於該國東北部，由北桑坦德省負責管轄，始建於1926年7月4日，面積44平方公里，海拔高度91米，主要經濟活動有貿易業、農業、畜牧業和採礦業，2005年人口8,112。

## 外部連結
- （西班牙文） Government of Norte de Santander - Puerto Santander

8°21′49″N 72°24′27″W / 8.36361°N 72.4075°W